# JLIS.it
JLIS.it es una revista académica revisada por pares y de acceso abierto de la Universidad de Florencia, particularmente del Departamento de Historia, Arqueología, Geografía, Arte y Espectáculo (sagas), publicada por Ediciones de la Universidad de Macerata (eum) y fundada en 2010.
JLIS.it está indexada en los principales repertorios internacionales y bases de datos especializadas tanto en acceso abierto, como BASE, Bielefeld Academic Search Engine, DOAJ, el Directorio de revistas de acceso abierto, que le ha otorgado el Sello de calidad DOAJ, DOAB, el Directorio de libros de acceso abierto y Openaire, la plataforma que ofrece un único punto de acceso a la investigación de OA en Europa; publicaciones tradicionales como Library and Information Science Abstracts (LISA), Library Literature & Information Science Full Text , Library Literature & Information Science Index , Library, Information Science & Technology Abstracts (LISTA) y Scopus.
El fundador y director de la revista es Mauro Guerrini.